# Krzysztof Nowosad
Krzysztof Andrzej Nowosad (ur. 13 stycznia 1951 w Jeleniej Górze, zm. 4 grudnia 2000) – polski inżynier, doktor habilitowany nauk technicznych, specjalista w zakresie automatyki i robotyki, pracownik naukowy Instytutu Automatyki i Informatyki Stosowanej Wydziału Elektroniki i Technik Informacyjnych Politechniki Warszawskiej.

## Życiorys
Absolwent VI Liceum Ogólnokształcącego im. Tadeusza Reytana w Warszawie (1968) i studiów wyższych na Wydziale Elektroniki Politechniki Warszawskiej (1973, dyplom magistra inżyniera w specjalności automatyka). W 1979 uzyskał stopień doktora nauk technicznych na podstawie rozprawy Własności i zastosowania struktur z dyskretnym sprzężeniem zwrotnym, a w 1998 habilitował się na Wydziale Elektroniki i Technik Informacyjnych PW na podstawie monografii Strukturalne cechy regulacji predykcyjnej.
W 1980, po ukończeniu Studium Doktoranckiego PW, którego był słuchaczem w latach 1976–1979, rozpoczął pracę w Instytucie Automatyki PW (od 1994 Instytut Automatyki i Informatyki Stosowanej PW) na stanowisku adiunkta. Zajmował się problematyką sterowania predykcyjnego w aspekcie teoretycznym i praktycznym, w tym sterowania systemem zbiorników retencyjnych, a także konstrukcją przemysłowych sterowników mikrokomputerowych. W latach 1987–1989 główny konstruktor programowalnego sterownika logicznego FPLC. W latach 1986–1995, jako członek dwuosobowego zespołu, stworzył w Instytucie Automatyki PW Laboratorium Sterowania Komputerowego. W latach 1998–1999 sekretarz Rady Wydziału Elektroniki i Technik Informacyjnych PW, od 1999 członek Komisji Senackiej PW ds. Badań Naukowych.
Był żonaty, miał dwoje dzieci. Zmarł po ciężkiej chorobie i został pochowany na cmentarzu ewangelicko-augsburskim w Warszawie (aleja 66, rząd 1, numer 132). 